# Léon Dernier

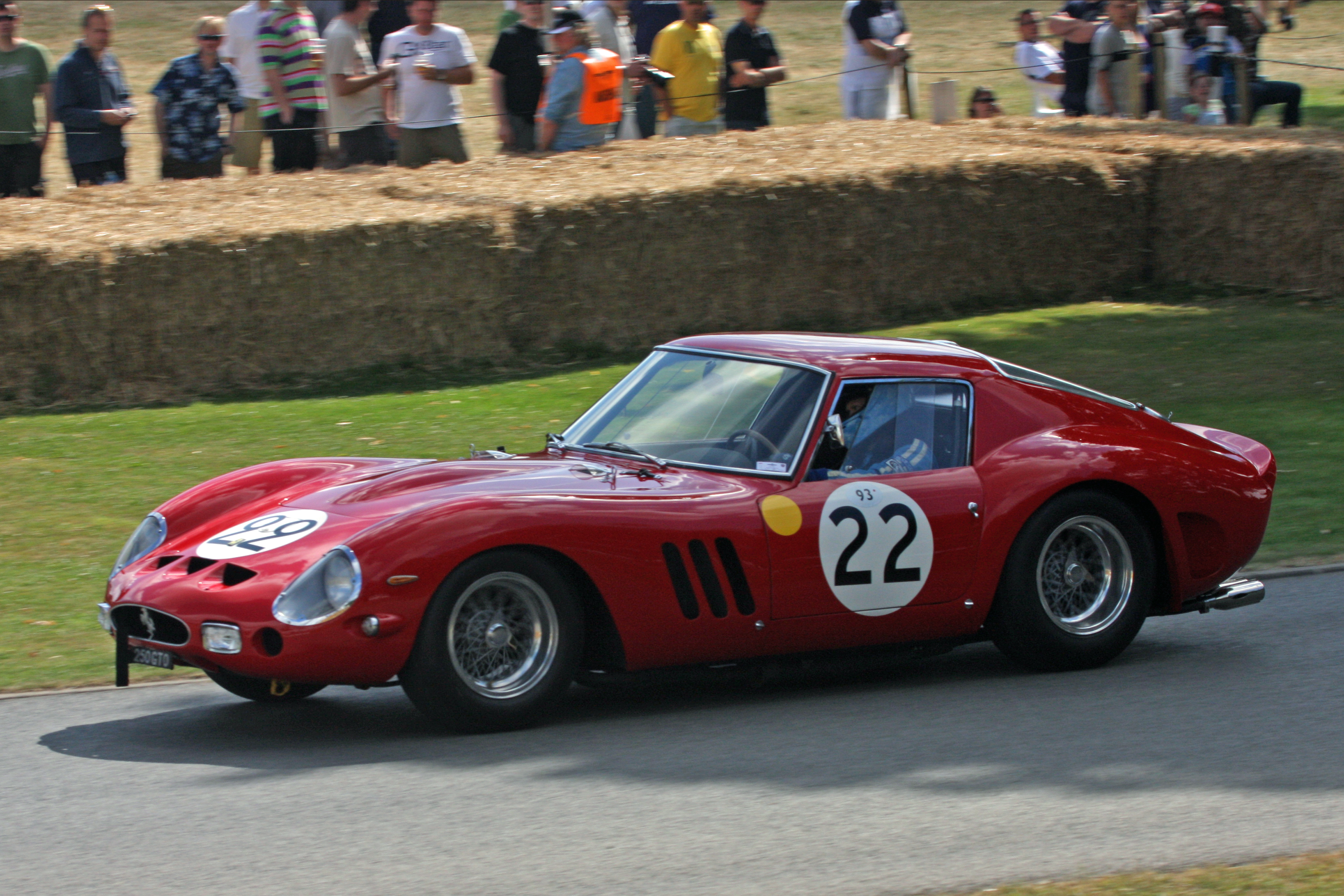
Der Ferrari 250 GTO mit dem Léon Dernier gemeinsam mit Jean Blaton den dritten Gesamtrang beim 24-Stunden-Rennen von Le Mans 1962 erreichte

Léon Dernier (* 1. April 1912 in Lüttich; † 26. Juli 1969 in der Nähe von Spa) war ein belgischer Autorennfahrer, der seine Rennen auch unter dem Pseudonym Elde bestritt.

## Karriere
Léon Dernier war Ende der 1950er- und zu Beginn der 1960er-Jahre ein bekannter Sportwagen-Rennfahrer. 1953 ging er zum ersten Mal beim 24-Stunden-Rennen von Spa-Francorchamps an den Start. Das 1924 zum ersten Mal ausgetragene Rennen zählte 1953 zur neu geschaffenen Sportwagen-Weltmeisterschaft. Dernier fuhr gemeinsam mit seinem Landsmann Claude Collard einen Peugeot 203. Im Rennen verlor der Peugeot ein Rad; durch die Inanspruchnahme unerlaubter Hilfe wurde das Fahrzeug disqualifiziert. Seine erste Platzierung im Spitzenfeld hatte er zwei Jahre später beim 24-Stunden-Rennen von Paris in Montlhéry, bekannt auch als Bol d’Or, wo er mit Partner Charles de Cortanze im Peugeot 203C Gesamtfünfter wurde.
In den 1960er-Jahren ging er für die belgischen Rennmannschaften Equipe Nationale Belge und die Ecurie Francorchamps in der Belgischen Tourenwagen-Meisterschaft, der Deutschen Rundstrecken-Meisterschaft und bei internationalen Sportwagenrennen an den Start. Seine größten Erfolge feierte bei den großen 24-Stunden-Rennen. In Spa wurde er 1968 gemeinsam mit Yves Deprez Zweiter auf einem Ford Mustang; knapp hinter dem Trio Helmut Kelleners, Willi Kauhsen und Erwin Kremer im Porsche 911.
In Le Mans fuhr er als Gesamtdritter zweimal, 1959 und 1962, aufs Podium der ersten Drei. Beide Male war Jean Blaton sein Teamkollege.

## Tod in Spa
Léon Dernier verunglückte beim 24-Stunden-Rennen von Spa-Francorchamps 1969 am Steuer eines Mazda R100 M10A tödlich.

## Statistik

### Le-Mans-Ergebnisse
| Jahr | Team                   | Fahrzeug                 | Teamkollege               | Teamkollege | Platzierung | Ausfallgrund |
| ---- | ---------------------- | ------------------------ | ------------------------- | ----------- | ----------- | ------------ |
| 1959 | Equipe Nationale Belge | Ferrari 250 GT LWB Coupe | Jean Blaton               |             | Rang 3      |              |
| 1960 | Ecurie Francorchamps   | Ferrari 250 GT SWB       | Pierre Noblet             |             | Rang 6      |              |
| 1962 | Equipe Nationale Belge | Ferrari 250 GTO          | Jean Blaton               |             | Rang 3      |              |
| 1963 | Fernand Tavano         | Ferrari 250 GTO          | Pierre Dumay              |             | Rang 4      |              |
| 1965 | Ecurie Francorchamps   | Ferrari 250LM            | Gérard Langlois van Ophem |             | Ausfall     | Motorschaden |

### Einzelergebnisse in der Sportwagen-Weltmeisterschaft
| Saison | Team                                        | Rennwagen                                       | 1   | 2   | 3   | 4   | 5   | 6   | 7   | 8   | 9   | 10  | 11  | 12  | 13  | 14  | 15  | 16  | 17  | 18  | 19  | 20  | 21  | 22  |
| ------ | ------------------------------------------- | ----------------------------------------------- | --- | --- | --- | --- | --- | --- | --- | --- | --- | --- | --- | --- | --- | --- | --- | --- | --- | --- | --- | --- | --- | --- |
| 1953   |                                             | Peugeot 203                                     | SEB | MIM | LEM | SPA | NÜR | RTT | CAP |     |     |     |     |     |     |     |     |     |     |     |     |     |     |     |
| 1953   |                                             | Peugeot 203                                     | DNF |     |     |     |     |     |     |     |     |     |     |     |     |     |     |     |     |     |     |     |     |     |
| 1955   |                                             | Peugeot 403                                     | BUA | SEB | MIM | LEM | RTT | TAR |     |     |     |     |     |     |     |     |     |     |     |     |     |     |     |     |
| 1955   |                                             | Peugeot 403                                     |     |     | DNF |     |     |     |     |     |     |     |     |     |     |     |     |     |     |     |     |     |     |     |
| 1958   | Ecurie Francorchamps                        | Ferrari 250 GT                                  | BUA | SEB | TAR | NÜR | LEM | RTT |     |     |     |     |     |     |     |     |     |     |     |     |     |     |     |     |
| 1958   | Ecurie Francorchamps                        | Ferrari 250 GT                                  | 24  |     |     |     |     |     |     |     |     |     |     |     |     |     |     |     |     |     |     |     |     |     |
| 1959   | Equipe Nationale Belge                      | Ferrari 250 GT                                  | SEB | TAR | NÜR | LEM | RTT |     |     |     |     |     |     |     |     |     |     |     |     |     |     |     |     |     |
| 1959   | Equipe Nationale Belge                      | Ferrari 250 GT                                  |     |     | 14  | 3   |     |     |     |     |     |     |     |     |     |     |     |     |     |     |     |     |     |     |
| 1960   | Ecurie Francorchamps                        | Ferrari 250 GT                                  | BUA | SEB | TAR | NÜR | LEM |     |     |     |     |     |     |     |     |     |     |     |     |     |     |     |     |     |
| 1960   | Ecurie Francorchamps                        | Ferrari 250 GT                                  |     | 6   |     |     |     |     |     |     |     |     |     |     |     |     |     |     |     |     |     |     |     |     |
| 1962   | Ecurie Francorchamps Equipe Nationale Belge | Fiat-Abarth 1000 Ferrari 250 GT Ferrari 250 GTO | DAY | SEB | SEB | MAI | TAR | BER | NÜR | LEM | TAV | CCA | RTT | NÜR | BRI | BRI | PAR |     |     |     |     |     |     |     |
| 1962   | Ecurie Francorchamps Equipe Nationale Belge | Fiat-Abarth 1000 Ferrari 250 GT Ferrari 250 GTO |     | 8   |     |     |     |     | DNF | 3   |     |     |     |     |     |     | DNF |     |     |     |     |     |     |     |
| 1963   | Ecurie Francorchamps Fernand Tavano         | Ferrari 250 GT Ferrari 250 GTO                  | DAY | SEB | SEB | TAR | SPA | MAI | NÜR | CON | ROS | LEM | MON | WIS | TAV | FRE | CCE | RTT | OVI | NÜR | MON | MON | TDF | BRI |
| 1963   | Ecurie Francorchamps Fernand Tavano         | Ferrari 250 GT Ferrari 250 GTO                  |     |     |     |     |     |     | 5   |     |     | 4   |     |     |     |     |     |     |     |     |     |     |     |     |
| 1964   | Ecurie Francorchamps                        | Porsche 904                                     | DAY | SEB | TAR | MON | SPA | CON | NÜR | ROS | LEM | REI | FRE | CCE | RTT | SIM | NÜR | MON | TDF | BRI | BRI | PAR |     |     |
| 1964   | Ecurie Francorchamps                        | Porsche 904                                     |     |     |     |     | 24  |     | DNF |     |     |     |     |     |     |     |     |     |     |     |     |     |     |     |
| 1965   | Léon Dernier Ecurie Francorchamps           | Porsche 904 Ferrari 250LM                       | DAY | SEB | BOL | MON | MON | RTT | TAR | SPA | NÜR | MUG | ROS | LEM | REI | BOZ | FRE | CCE | OVI | NÜR | BRI | BRI |     |     |
| 1965   | Léon Dernier Ecurie Francorchamps           | Porsche 904 Ferrari 250LM                       |     |     |     |     |     |     |     | 10  |     |     |     | DNF |     |     |     |     |     |     |     |     |     |     |
| 1966   | Ecurie Francorchamps                        | Ferrari 250LM                                   | DAY | SEB | MON | TAR | SPA | NÜR | LEM | MUG | CCE | HOK | SIM | NÜR | ZEL |     |     |     |     |     |     |     |     |     |
| 1966   | Ecurie Francorchamps                        | Ferrari 250LM                                   | DNF |     | DNF |     |     |     |     |     |     |     |     |     |     |     |     |     |     |     |     |     |     |     |